# باشگاه فوتبال بلکبرن روورز
باشگاه فوتبال بلکبرن رُوِرز (به انگلیسی: Blackburn Rovers Football Club) یک باشگاه حرفه‌ای فوتبال در شهر بلک برن در لانکاشر انگلستان است؛ که تاکنون سه بار قهرمان لیگ انگلستان شده‌است.
بلکبرن اولین تیمی است که دارای بازیکن حرفه‌ای (دارای دستمزد) بوده‌است که می‌توان به فرگوس سوتر و جیمی لاو اشاره کرد.

## افتخارات

### لیگ برتر انگلستان
- قهرمان (۳): ۱۹۱۲- ۱۹۱۳- ۱۹۹۵

### جام حذفی انگلستان
- قهرمان (۶): ۱۸۸۴- ۱۸۸۵- ۱۸۸۶- ۱۸۹۰- ۱۸۹۱- ۱۹۲۸

### سوپرجام انگلستان / جام خیریه انگلستان
- قهرمان (۱): ۱۹۱۲

### جام اتحادیه باشگاه‌های انگلستان
- قهرمان (۱): ۲۰۰۲

### چمپیونشیپ
- قهرمان (۱): ۱۹۳۹

### لیگ یک
- قهرمان (۱): ۱۹۷۵

### فول ممبرز کاپ
- قهرمان (۱): ۱۹۸۷

## رکوردها
- بهترین گلزن:سیمون گارنر با ۱۹۴ گل
- بزرگ‌ترین خرید:اندی کول ۸ میلیون پوند سال ۲۰۰۱ منچستر یونایتد
- بزرگ‌ترین فروش:آلن شیرر ۱۵ میلیون پوند سال ۱۹۹۶ نیوکاسل یونایتد
- بیشترین حضور تماشاگر:۶۲۵۲۲ نفر در مقابل بولتون در Fa cup، ۲ مارس ۱۹۲۹